# Daniil Charms
Daniil Ivanovitj Charms (egentligen Daniil Ivanovitj Juvatjov, Дании́л Ива́нович Хармс), född i S:t Petersburg 30 december 1905, död 2 februari 1942, var en rysk författare, Charms var en futuristiskt influerad,  avantgardistisk författare och skrev korta absurda noveller, barnböcker, drama och poesi i 1920- och 1930-talets Ryssland.
Han var medlem i den ryska avantgardiska gruppen OBERIU.
Han var gift två gånger, med Esther Rusakova och Мarina Маlich. De förekommer i några av hans dikter.
Charms avled i Leningrad 1942, förmodligen av svält orsakat av Nazitysklands belägring av staden, som varade mellan 1941 och 1944.

## Utmärkelser
Asteroiden 6766 Kharms är uppkallad efter honom.